# Oxbridge
Oxbridge je zkratka Oxfordské univerzity a Univerzity v Cambridge, která se v současnosti užívá k jejich společnému označení a k vyjádření jistého nadřazeného společenského postavení.

## Význam spojení
Kromě společného označení obou univerzit je Oxbridge také zkratkou pro jejich společné charakteristické rysy:
- Jde o dvě nejstarší nepřetržitě fungující univerzity v Anglii. Obě byly založeny před více než osmi sty lety[2][3] a až do 19. století byly jediné dvě univerzity v Anglii. Vystudovalo je množství významných britských vědců, spisovatelů, politiků a známých osobností.[4][5]
- Vzhledem k jejich stáří vzniklo při těchto univerzitách mnoho institucí a zařízení jako nakladatelství (Oxford University Press a Cambridge University Press), botanické zahrady (University of Oxford Botanic Garden a Cambridge University Botanic Garden), muzea (Ashmoleovo a Fitzwilliamovo), knihovny schraňující povinné výtisky (Bodleianská a Cambridge University Library) a debatní kluby (Oxford Union a Cambridge Union).
- Rivalita mezi Oxfordem a Cambridgí má dlouhou historii. Ta sahá až do roku 1209, kdy byla Cambridge založena učenci prchajícími před nepřátelskými oxfordskými měšťany.[2] Dodnes je oslavována univerzitními soutěžemi, jako je oxfordský a cambridgeský veslařský závod.
- Obě univerzity mají podobnou strukturu – každá univerzita je sdružením jednotlivých kolejí, které jsou zodpovědné za vedení studentů/výuku a duchovní péči.
- Obě univerzity tvoří mnoho krásných a historických budov a nachází se v rovinatém terénu vhodném pro projížďky na kole, poblíž pomalu plynoucích řek, kde se dá veslovat a plavit na pramicích.
- Jde o univerzity s nejlepšími výsledky v mezipředmětovém hodnocení Spojeného království,[6] takže zajímají nejen ambiciózní žáky, ale i jejich rodiče a školy. Přijímacího řízení do bakalářského studia se účastní velké množství žáků, a tak si některé střední školy dělají reklamu tím, že zveřejňují, kolik studijních nabídek z Oxbridge jejich žáci obdrželi.
- Oxford i Cambridge přistupují k přijímacímu řízení do bakalářského studia stejně. Do poloviny osmdesátých let dvacátého století univerzity běžně pořádaly speciální přijímací zkoušky.[7] Nyní je přihlášky třeba podat alespoň tři měsíce předem[8] a až na některé drobné výjimky (jako jsou např. varhaníci)[9] jsou všechny studia exkluzivní, takže v tentýž rok se uchazeč může hlásit pouze na Oxford nebo na Cambridge, nikoli na obojí.[10] Jelikož se u většiny uchazečů předpokládají výborné známky, pohovory mají většinou pouze zjistit, zda je daný kurz vzhledem k zájmům a schopnostem uchazeče dobře zvolen[11] a zda je uchazeč dostatečné motivován, dokáže myslet nezávisle, má předpoklady pro vysokoškolské studium a je-li schopný se učit systémem konzultací.[12]

Spojení Oxbridge lze také užít pejorativně:
- Jako popis společenské třídy, ke které na počátku dvacátého století patřila většina uchazečů.[13]
- Jako zkratkové označení elity, která „stále ovládá britské politické a kulturní uspořádání“.[14] To se zakládá na elitářském[15][16][17] přístupu univerzit.
- Jako rodičovský přístup ukazující, že rodiče „stále vidí vyšší vzdělání ve Spojeném království skrze pověst Oxbridge“.[18]
- A jako popis stresující kultury přitahující studenty s výbornými výsledky a ambiciózní studenty ze státních škol (kteří se „jen těžko vyrovnávají s množstvím učiva a nedokážou ho skloubit s běžným životem“ a „cítí se pak společensky nepatřičně“)[19].

## Původ spojení
Ačkoliv obě univerzity vznikly před více než osmi sty lety, termín Oxbridge je poměrně nový. V románu Pendennis od Williama Thackereyho, (v originále vyšel roku 1849), chodí hlavní postava na fiktivní Boniface College právě v Oxbridge. Podle slovníku Oxford English Dictionary jde o první zaznamenaný případ užití tohoto spojení. Virginia Woolfová cituje Thackereyho ve své eseji Vlastní pokoj (v originále vyšla roku 1929). Dále pak bylo roku 1957 tohoto termínu užito v Times Educational Supplement a roku 1958 v Universities Quarterly.
Neužívá-li se zkratka Oxbridge, téměř vždy se říká „Oxford a Cambridge“ v pořadí, ve kterém byly tyto univerzity založeny. Výjimkou je japonská The Cambridge and Oxford Society, která používá obrácené pořadí pravděpodobně proto, že zde cambridgeský klub založili dříve než oxfordský a v době jejich sloučení, v roce 1905, měl první jmenovaný více členů, než jeho oxfordský protějšek.

## Související pojmy
V Thackereyho díle Pendennis je rovněž uveden termín Camford, tedy další kombinace jmen známých univerzit. Nebyl však nikdy užíván tolik jako Oxbridge.
Ze spojení Oxbridge bylo odvozeno mnoho dalších spojení jako např. Doxbridge, každoroční meziuniverzitní sportovní turnaj, kterého se účastní Durham, Oxford a Cambridge. Naopak v názvu výroční konference obchodních akademií Warwicku, Oxfordu a Cambridge, lze zahlédnout spojení Woxbridge. Tato další spojení jsou však užívána pouze jednotlivými skupinami a nejsou všeobecně uznávána.